# Мішель Роданж
Мішель Роданж (люксемб. Michel Rodange; нар. 3 січня 1827 — пом. 27 серпня 1876) — люксембурзький письменник і поет, найбільше відомий написанням люксембурзького національного епосу «Ренерт-Лис» (Rénert).

## Життя, творчість, вшанування
Мішель Роданж народився у комуні Вальдбеллезі (люксемб. Waldbëlleg). За фахом він був шкільним вчителем, зокрема викладав у Штайнзелі (Steinsel) і Ларошетті (Larochette), також згодом працював муніципальним робітником у Ехтернасі (Echternach).
Найвідомішим твором Роданжа є поема «Ренерт-Лис» (Rénert), опублікована в 1872 році. Епічний твір є сатиричною адаптацією традиційного нідерландо-нижньонімецького «лисячого епосу» (комплекс оповідок про витівки Лиса та його приятелів), перенесений на люксембурзький ґрунт, що насправді є широким полотном тодішніх реалій у Люксембурзі з виписаними типовими характерами люксембуржців у особі Лиса та його друзів, написаний регіональним діалектом, а частково навіть з використанням говірок.
У столиці країни місті Люксембурзі іменем письменника названо ліцей — Lycée Michel-Rodange, його зображення з'явилось на 2 люксембурзьких поштових марках.